# Diédougou (Kati)
Pour les articles homonymes, voir Diédougou.
Diédougou (ou Torodo Diédougou) est une commune rurale du Mali de l'arrondissement central de Néguéla, dans le Cercle de Néguéla et la région de Koulikoro, elle a pour chef-lieu la localité de Torodo, 754 habitants en 2009.

## Villages
La commune s'étend sur 15 localités relevées lors du recensement général de 2009. 
Les villages les plus peuplés sont :
- Bourakébougou (1 443 habitants) ;
- Banankoro (1 095 habitants) ;
- Sirablo (882 habitants).